# Lexa Doig
Alexandra 'Lexa' Doig (Toronto, 8 de junio de 1973) es una actriz de cine y televisión canadiense, conocida por su personaje de «Andromeda Ascendant» en la serie de ciencia ficción Andrómeda.

## Biografía

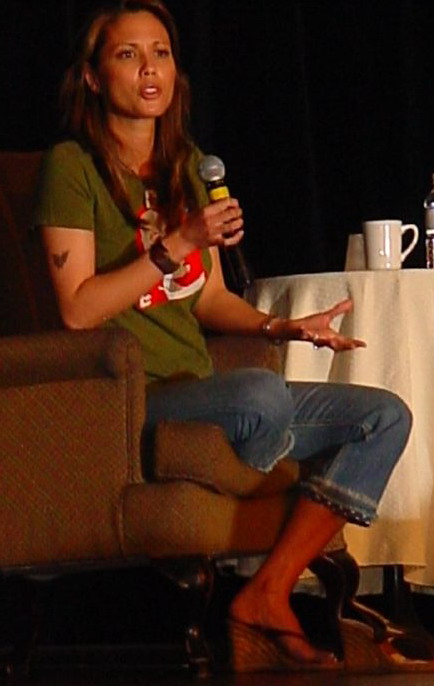
Lexa Doig.

De niña, Doig estudió gimnasia rítmica y, de adolescente, estudió el lenguaje de señas americano. A los seis años escribió y dirigió su primera obra escolar, "Tarta de Fresa", dando el papel protagonista a su mejor amiga. Su apariencia proviene de sus progenitores: su padre de familia irlandesa y escocesa, y filipina por parte de su madre. Se la conoce en su familia con el apodo de "Spark" (chispa, en español). Nació y se crio en Toronto, Ontario, donde su familia tenía entradas de temporada para el teatro local y es allí donde Lexa comenzó a encariñarse con la interpretación, tras asistir a una representación de Porgy and Bess. Cuando tenía 16 años comenzó un curso de modelo y consiguió un agente. Comenzó a hacer anuncios de TV y de revistas, así como trabajos de modelo antes de dejar el instituto y dedicarse a su carrera de interpretación. Durante esta época, actuó de presentadora en el programa de la YTV Video & Arcade Top 10 en 1991, con su futuro compañero en la serie Andrómeda, Gordon Michael Woolvett.

## Trayectoria
Comenzó en montajes teatrales como Romeo y Julieta o Arsenic and Old Lace mientras iba consiguiendo audiciones para papeles de televisión.
Tuvo un pequeño papel en la serie de Gene Roddenberry Earth: Final Conflict.
Su primer papel importante fue en la serie de William Shatner TekWar, interpretando a Cowgirl, una especialista en seguimiento y obtención de información en la red. Lexa Doig recuerda cuando oyó por primera vez sobre este personaje: «Salí de la audición pensando que había perdido el papel, y luego mi agente me llamó para decirme que el personaje era mío. Gritaba y saltaba en casa de mis padres. Entonces supe que había elegido la profesión correcta y nunca he mirado atrás desde entonces».
Después consiguió el papel de Tina Backus en la serie CI5: The New Professionals en 1998, y finalmente comenzó su carrera hacia el estrellato interpretando a Rommie en la serie de ciencia ficción Andrómeda. Posteriormente ha interpretado papeles en películas como Jason X (2001).
Lexa Doig también se ha incorporado a la serie Stargate SG-1 durante la novena temporada en el papel de doctora del Comando Stargate, Carolyn Lam. En ella comparte protagonismo con su marido Michael Shanks, que interpreta a Daniel Jackson, y con Christopher Judge, que interpreta a Teal'c, gran amigo de la pareja.
También ha aparecido en varios episodios de la segunda temporada de la serie Los 4400, con el personaje de Wendy Paulson, una profesora universitaria.
Cuando no está trabajando, Lexa Doig se dedica a leer, patinar o jugar a videojuegos. Durante su adolescencia estudió la lengua de signos americana.
Es prima de los actores Rey-Phillip Santos y Rowland Santos.

## Vida personal
El 2 de agosto de 2003, Lexa Doig se casó con el actor y futuro compañero suyo en Stargate SG-1 Michael Shanks. La pareja tuvo su primer hijo el 13 de septiembre de 2004, una niña llamada Mia Tabitha, y su segundo hijo, Samuel David, el 19 de marzo de 2006.
La familia divide su tiempo entre Toronto, donde reside la familia de Lexa, y Vancouver, donde reside la familia de Michael Shanks y donde ambos trabajan. En un futuro planean irse a vivir a Los Ángeles, California.

## Filmografía

### Film
| Año  | Título         | Rol              | Notas           |
| ---- | -------------- | ---------------- | --------------- |
| 1995 | Jungleground   | Araña            |                 |
| 1999 | Teen Sorcery   | Mercedes         | Directo a video |
| 2000 | No Alibi       | Camille          |                 |
| 2001 | Jason X        | Rowan LaFontaine |                 |
| 2011 | Tactical Force | Jannard          |                 |

### Televisión
| Año       | Título                                                      | Rol                          | Notas |
| --------- | ----------------------------------------------------------- | ---------------------------- | --- |
| 1993      | The Hidden Room                                             | Segunda Chica                | Episodio: "Marion & Jean"                                                                                   |
| 1994      | TekWar                                                      | Vaquera                      | Film para TV                                                                                                |
| 1994      | TekWar: TekLords                                            | Vaquera                      | Film para TV                                                                                                |
| 1994–1996 | TekWar                                                      | Vaquera                      | Rol recurrente (5 episodios)                                                                                |
| 1996      | Taking the Falls                                            | Netta                        | Episodio: "From Russia with Love"                                                                           |
| 1996      | F/X: The Series                                             | Reportera                    | Episodio: "French Kiss"                                                                                     |
| 1996      | Flash Gordon                                                | Dale Arden                   | Rol principal (voz)                                                                                         |
| 1996      | Ready or Not                                                | Receptionista                | Episodio: "Glamour Girl"                                                                                    |
| 1997      | While My Pretty One Sleeps                                  | Tse Tse                      | Film para TV                                                                                                |
| 1999      | CI5: The New Professionals                                  | Tina Backus                  | Rol principal                                                                                               |
| 1999–2000 | Traders                                                     | M.J. Sullivan                | 5 episodios (temporada 5)                                                                                   |
| 2000      | Code Name Phoenix                                           | Conchita Flores              | Film para TV                                                                                                |
| 2000      | Earth: Final Conflict                                       | Joan Price                   | Episodio: "Abduction"                                                                                       |
| 2001      | The Tracker                                                 | Kim Chang                    | Film para TV                                                                                                |
| 2002      | The Chris Isaak Show                                        | Detective Lucy Ramirez       | Episodio: "Home of the Brave"                                                                               |
| 2004      | Human Cargo                                                 | Rachel Sanders               | Miniserie                                                                                                   |
| 2005      | The 4400                                                    | Wendy Paulson                | 4 episodios                                                                                                 |
| 2005      | Killer Instinct                                             | Doctora en el hospital       | Episodio: "Forget Me Not"                                                                                   |
| 2000–2005 | Andromeda                                                   | Andromeda Ascendant / Rommie | Rol principal                                                                                               |
| 2005–2007 | Stargate SG-1                                               | Dra. Carolyn Lam             | Rol recurrente (temporadas 9–10), 11 episodios                                                              |
| 2007      | Second Sight                                                | Jenny Morris                 | Film para TV                                                                                                |
| 2007–2008 | Eureka                                                      | Dra. Anne Young              | Episodio: "Maneater", "Best in Faux"                                                                        |
| 2008      | Ba'al: The Storm God                                        | Pena                         | Film para TV                                                                                                |
| 2009      | Fireball                                                    | Ava                          | Film para TV                                                                                                |
| 2009      | Supernatural                                                | Risa                         | Episodio: "The End"                                                                                         |
| 2010      | V                                                           | Dra. Leah Pearlman           | Rol recurrente (temporada 1), 6 episodios                                                                   |
| 2010–2011 | Smallville                                                  | Dra. Christina Lamell        | Episodios: "Harvest", "Scion" (escenas eliminadas)                                                          |
| 2011      | Health Nutz                                                 | Ivonka                       | Episodio: "Good News, Bad News"                                                                             |
| 2013      | Primeval: New World                                         | Dra. Mara Fridkin            | Episodios: "The Sound of Thunder, Parts 1 & 2"                                                              |
| 2012–2015 | Continuum                                                   | Sonya Valentine              | Rol principal (temporadas 1–3)                                                                              |
| 2012–2014 | Arctic Air                                                  | Petra Hossa                  | Rol recurrente, 9 episodios Nominada – Leo Award a Mejor Actuación Femenina Invitada en una Serie Dramática |
| 2014      | Saving Hope                                                 | Dra. Selina Quintos          | 3 episodios                                                                                                 |
| 2015      | A Bone to Pick: An Aurora Teagarden Mystery                 | Sally Allison                | Film para TV                                                                                                |
| 2015      | Real Murders: An Aurora Teagarden Mystery                   | Sally Allison                | Film para TV                                                                                                |
| 2016      | Three Bedrooms, One Corpse: An Aurora Teagarden Mystery     | Sally Allison                | Film para TV                                                                                                |
| 2016      | The Julius House: An Aurora Teagarden Mystery               | Sally Allison                | Film para TV Nominated – Leo Award for Best Supporting Performance by a Female in a Television Movie        |
| 2017–2020 | Arrow                                                       | Talia al Ghul                | Rol recurrente (temporadas 5, 7–8)                                                                          |
| 2017–2018 | The Arrangement                                             | Deann Anderson               | Rol principal                                                                                               |
| 2017      | Dead Over Heels: An Aurora Teagarden Mystery                | Sally Allison                | Film para TV                                                                                                |
| 2017      | A Bundle of Trouble: An Aurora Teagarden Mystery            | Sally Allison                | Film para TV                                                                                                |
| 2018      | Reap What You Sew: An Aurora Teagarden Mystery              | Sally Allison                | Film para TV                                                                                                |
| 2018      | Aurora Teagarden Mysteries: The Disappearing Game           | Sally Allison                | Film para TV                                                                                                |
| 2019      | Aurora Teagarden Mysteries: A Game of Cat and Mouse         | Sally Allison                | Film para TV                                                                                                |
| 2019      | Aurora Teagarden Mysteries: An Inhertiance to Die For       | Sally Allison                | Film para TV                                                                                                |
| 2019      | Aurora Teagarden Mysteries: A Very Foul Play                | Sally Allison                | Film para TV                                                                                                |
| 2019–2023 | Virgin River                                                | Paige Lassiter               | Rol recurrente                                                                                              |
| 2020      | Aurora Teagarden Mysteries: Heist and Seek                  | Sally Allison                | Film para TV                                                                                                |
| 2020      | Aurora Teagarden Mysteries: Reunited and it Feels So Deadly | Sally Allison                | Film para TV                                                                                                |
| 2021      | Aurora Teagarden Mysteries: How to Con A Con                | Sally Allison                | Film para TV                                                                                                |
| 2021      | Aurora Teagarden Mysteries: Til Death Do Us Part            | Sally Allison                | Film para TV                                                                                                |
| 2021      | Chucky                                                      | Bree Wheeler                 | Rol recurrente (temporada 1)                                                                                |
| 2022      | Aurora Teagarden Mysteries: Haunted By Murder               | Sally Allison                | Film para TV                                                                                                |
| 2023      | Goosebumps                                                  | Sarah                        | Rol recurrente                                                                                              |